# Dubai Tennis Championships 2020 - Qualificazioni singolare maschile
Le qualificazioni del singolare maschile del Dubai Tennis Championships 2020 sono state un torneo di tennis preliminare per accedere alla fase finale della manifestazione. I vincitori dell'ultimo turno sono entrati di diritto nel tabellone principale. In caso di ritiro di uno o più giocatori aventi diritto a questi sono subentrati i lucky loser, ossia i giocatori che hanno perso nell'ultimo turno ma che avevano una classifica più alta rispetto agli altri partecipanti che avevano comunque perso nel turno finale.

## Teste di serie
1. Mikael Ymer (primo turno, ritirato)
2. Philipp Kohlschreiber (qualificato)
3. Yūichi Sugita (ultimo turno)
4. Lloyd Harris (qualificato)

1. Dennis Novak (qualificato)
2. Yasutaka Uchiyama (qualificato)
3. Alexei Popyrin (primo turno)
4. Emil Ruusuvuori (ultimo turno, ritirato)

## Qualificati
1. Lorenzo Musetti
2. Dennis Novak

1. Yasutaka Uchiyama
2. Lloyd Harris

## Tabellone

### Legenda
| - Q = Qualificato - WC = Wild card - LL = Lucky loser | - ALT = Alternate - SE = Special Exempt - PR = Protected Ranking | - w/o = Walkover - r = Ritirato - d = Squalificato |

### Sezione 1
|  | Primo turno | Primo turno     | Primo turno     | Primo turno | Primo turno |  |  | Ultimo turno | Ultimo turno    | Ultimo turno    | Ultimo turno | Ultimo turno |  |
|  |             |                 |                 |             |             |  |  |              |                 |                 |              |              |  |
|  | 1           | Mikael Ymer     | 4               | 3           | r           |  |  |              |                 |                 |              |              |  |
|  |             | Evgeny Donskoy  | 6               | 3           |             |  |  |              | Evgeny Donskoy  | Evgeny Donskoy  | 67           | 6(1)         |  |
|  | WC          | Lorenzo Musetti | Lorenzo Musetti | 6           | 7           |  |  | WC           | Lorenzo Musetti | Lorenzo Musetti | 7            | 7            |  |
|  | 7           | Alexei Popyrin  | Alexei Popyrin  | 3           | 6(1)        |  |  |              |                 |                 |              |              |  |

### Sezione 2
|  | Primo turno | Primo turno      | Primo turno      | Primo turno | Primo turno |  |  | Ultimo turno | Ultimo turno     | Ultimo turno     | Ultimo turno | Ultimo turno |  |
|  |             |                  |                  |             |             |  |  |              |                  |                  |              |              |  |
|  | ALT         | Yannick Hanfmann | Yannick Hanfmann | 7           | 6           |  |  |              |                  |                  |              |              |  |
|  | WC          | Simon Carr       | Simon Carr       | 63          | 1           |  |  | ALT          | Yannick Hanfmann | Yannick Hanfmann | 3            | 4            |  |
|  |             | Blaž Rola        | 63               | 7           | 4           |  |  | 5            | Dennis Novak     | Dennis Novak     | 6            | 6            |  |
|  | 5           | Dennis Novak     | 7                | 63          | 6           |  |  |              |                  |                  |              |              |  |

### Sezione 3
|  | Primo turno | Primo turno       | Primo turno      | Primo turno | Primo turno |  |  | Ultimo turno | Ultimo turno      | Ultimo turno      | Ultimo turno | Ultimo turno |  |
|  |             |                   |                  |             |             |  |  |              |                   |                   |              |              |  |
|  | 3           | Yūichi Sugita     | Yūichi Sugita    | 6           | 6           |  |  |              |                   |                   |              |              |  |
|  | WC          | Petros Tsitsipas  | Petros Tsitsipas | 3           | 2           |  |  | 3            | Yūichi Sugita     | Yūichi Sugita     | 4            | 67           |  |
|  |             | Zhang Zhizhen     | 7                | 62          | 2r          |  |  | 6            | Yasutaka Uchiyama | Yasutaka Uchiyama | 6            | 7            |  |
|  | 6           | Yasutaka Uchiyama | 5                | 7           | 2           |  |  |              |                   |                   |              |              |  |

### Sezione 4
|  | Primo turno | Primo turno     | Primo turno | Primo turno | Primo turno |  |  | Ultimo turno | Ultimo turno    | Ultimo turno    | Ultimo turno | Ultimo turno |  |
|  |             |                 |             |             |             |  |  |              |                 |                 |              |              |  |
|  | 4           | Lloyd Harris    | 5           | 6           | 6           |  |  |              |                 |                 |              |              |  |
|  |             | Thomas Fabbiano | 7           | 4           | 3           |  |  | 4            | Lloyd Harris    | Lloyd Harris    | 1            |              |  |
|  |             | Peter Gojowczyk | 5           | 0           | r           |  |  | 8            | Emil Ruusuvuori | Emil Ruusuvuori | 0            | r            |  |
|  | 8           | Emil Ruusuvuori | 7           | 0           |             |  |  |              |                 |                 |              |              |  |